# Гарсиамесизм
Гарсиамесизм (исп. garciamezismo) — боливийский политический режим 1980—1981 и социально-идеологическая доктрина, связанная с именем 68-го президента Боливии Луиса Гарсиа Месы. Соединяет элементы военной диктатуры, неофашизма и политического криминала. Относится к категории ультраправого «Третьего пути». Несмотря на заявленные амбициозные цели двадцатилетнего правления и реконструкции страны, Луис Гарсиа Меса правил лишь 1 год и 18 дней. Режим не сумел преодолеть раздоры в военных кругах и внутреннюю оппозицию внутри страны. 2 года военного правления были ознаменованы шестью попытками государственного переворота и возросшей стачечной активностью.

## Основные черты
Характеризующими признаками гарсиамесизма являлись:
- чрезвычайно масштабный (даже для Латинской Америки XX века) террор против оппозиции, прежде всего левой и коммунистической
- демонстративный характер террора

Пусть все они ходят с завещанием под мышкой.

Луис Арсе Гомес, министр внутренних дел в правительстве Гарсиа Месы

- особое значение гражданского криминалитета, прежде всего наркомафии. Экспорт коки позволял режиму обеспечивать солидный «неформальный» аппарат управления.
- видная роль иностранных консультантов-неофашистов (среди них нацистский преступник Клаус Барбье, итальянский неофашист Стефано Делле Кьяйе), а также аргентинских советников (всего около 200 человек)
- революционная риторика, идеология фашистского популизма, ориентация на широкие люмпенские и полулюмпенские слои, вступление в силу «социального пакта»
- яростный антикоммунизм
- противостояние с международными финансовыми институтами и администрацией США
- понимание общества как совокупности автономных криминальных формирований, координируемых военным правительством («анархо-фашизм»[1])

## Идеология и внутренняя политика
Режим гарсиамесизма установился в результате военного переворота 17 июля 1980 г. Переворот предотвратил приход к власти лидера левоцентристских сил (Фронта демократического и народного единства) Эрнана Силеса Суасо, в котором видели потенциального «боливийского Альенде». Предварительную подготовку провели иностранные союзники боливийских ультраправых — представители аргентинской хунты (601-й разведывательный батальон) и Антикоммунистического альянса Аргентины, а также группа неофашистских эмиссаров из Западной Европы во главе со Стефано Делле Кьяйе.
Стефано Делле Кьяйе стал политическим советником президента Луиса Гарсиа Месы. Его аппаратом руководил молодой итальянский неофашист Пьерлуиджи Пальяни. Пост президентского советника по безопасности получил бывший начальник лионского гестапо Клаус Барбье (он же Клаус Альтман). Заметную роль сыграли германские неонацисты Йоахим Фибелькорн и Ганс Штельфельд. В составе этой группы, по некоторым данным, был замечен прославившийся в конголезской войне бельгийский наёмник Жан Шрамм.
Возникла особая категория ультраправых политиков — «прибывшие в Боливию в 1980 г.». Европейские неофашисты воспользовались событиями в Боливии для создания собственного плацдарма. «Гарсиамесизм» позволял им реализовывать общественные принципы и развивать политическую экспансию. По словам Делле Кьяйе, «революция в Боливии предоставила нам новый шанс».
К военному мятежу активно подключились криминальные структуры и фашистская партия Боливийская социалистическая фаланга. Боевики БСФ первыми атаковали штаб-квартиры левой оппозиции. Столицу Ла-Пас взяли под контроль гражданские боевики Фернандо Мунгиа — активиста БСФ и известного уголовника по прозвищу «Муха». На момент переворота «Муха» находился в тюрьме и был освобождён по личному приказу полковника Арсе Гомеса, правой руки генерала Гарсиа Месы. Тандем Арсе Гомеса и Мунгиа символизировал военно-криминальный симбиоз «гарсиамесизма».
Во главе МВД полковник Арсе Гомес организовал боливийскую наркомафию в упорядоченную систему с выплатой налоговых отчислений в бюджет. Таким же образом постепенно была организована криминальная деятельность в иных доходных сферах — торговле энергоносителями, рэкете и т. д. Организованный криминал, охвативший заметную часть населения страны, стал основной социальной базой гарсиамесизма. Таким образом сформировалась специфическая модель общественного самоуправления, адекватная состоянию общества и идеологии «национальной реконструкции».
В то же время переворот поддержали крестьянские лиги, городские мелкобуржуазные объединения, некоторые профсоюзы. Сопротивление новому режиму оказали в основном левые политические структуры. Наиболее ожесточённые бои происходили в шахтёрских районах, но около половины горняков признали новый режим.
Гарсиамесизм характеризовался как наиболее террористический режим в истории Боливии. Общее количество убитых определяется в 2258 человек, заключённых — в 4000. Левая оппозиция была быстро подавлена. Её основные лидеры либо убиты (социалист Марсело Кирога), либо арестованы и изолированы (коммунист Симон Рейес), либо выдворены из страны (троцкист Уго Гонсалес Москосо), либо ушли в глубокое подполье (профсоюзный лидер Хуан Лечин). 15 января 1981 г. военизированные формирования режима подвергли пыткам и лишили жизни 8 лидеров Левого революционного движения на Харрингтон-стрит в Ла-Пасе. 
Однако недовольство ультраправым правлением высказывалось в самих вооружённых силах. В значительной степени оно основывалось на традиционных противоречиях между территориальными армейскими группировками (гарнизон Санта-Крус против командования в Ла-Пасе). В противовес им были де-факто легализованы парамилитарные формирования БСФ (в той части, что сохранила лояльность «гарсиамесизму») и наркомафиозных структур.

## Внешняя политика
Гарсиа Меса настойчиво акцентировал антикоммунизм режима, называя искоренение марксизма в Боливии своей основной задачей (при этом поддерживались официальные контакты с СССР, велись закулисные торговые переговоры). В то же время политический террор, легализация «эскадронов смерти» и наркокриминала, откровенно фашистские идеологические мотивы, покровительство нацистским преступникам, видная политическая роль Барбье крайне осложнили отношения «гарсиамесистской» Боливии с США. Летом 1980 г. Госдепартамент безуспешно пытался предотвратить переворот Гарсиа Месы. Затем администрация Джимми Картера ввела экономические санкции против Боливии.
В ответ режим Гарсиа Месы повёл во внешней политике антиамериканский курс. Его инициатором был Стефано Делле Кьяйе. Он разработал план формирования блока режимов «Третьей позиции». Эти намерения вызвали беспокойство в Госдепартаменте. Посол США в Перу Эдвин Корр, курировавший также американское посольство в Боливии, обратился к боливийским властям с требованием депортировать Делле Кьяйе из страны. Это требование было проигнорировано. Вскоре после этого посольство и лично Корр стали получать анонимные угрозы.
Жёсткий конфликт возник и в отношениях Боливии с Международным валютным фондом. МВФ соглашался выделить Боливии кредит на условиях массовых увольнений, замораживания зарплаты, отмены социальных субсидий, продажи шахт иностранным покупателям по заведомо заниженной стоимости. Делле Кьяйе категорически отверг эти условия, причём мотивировал свою позицию защитой боливийских трудящихся.

## Падение режима
Произвол военных властей, криминальный разгул, международная изоляция, трудности, порождённые экономической блокадой быстро подорвали режим Гарсиа Месы. Уже в октябре 1980 г. был вынужден уйти в отставку полковник Арсе Гомес. МВД возглавил генерал Сельсо Торрелио. Он придерживался основной линии гарсиамесизма, но не был прямо причастен к расправам и наркоторговле.
3 августа 1981 г. гарнизон Санта-Круса поднял мятеж с требованием отставки Гарсиа Месы. К тому времени социальная опора режима крайне сузилась, поскольку легализация криминала обострила конкуренцию группировок. После месячного двоевластия президентом Боливии был утверждён Сельсо Торрелио. Он предпринял некоторые меры социально-политической либерализации. Воспрянувшая оппозиция посчитала эти уступки признаком слабости и усилила нажим на правительство.
19 июля 1982 года Торрелио передал власть генералу Гидо Вильдосо Кальдерону. Массовые профсоюзные демонстрации в Ла-Пасе вынудили администрацию Кальдерона созвать национальный конгресс, который 5 октября 1982 г. утвердил на президентском посту социал-демократического лидера Эрнана Силеса Суасо. Таким образом два с небольшим года спустя президентом Боливии стал именно тот политик, против которого совершался переворот Гарсиа Месы.
Гарсиа Меса в период правления Торрелио посетил Тайвань. Ознакомившись с опытом Гоминьдана, он планировал создать в Боливии массовую правопопулистскую партию. Этот проект, однако, не удался. Правительство Силеса Суасо поставило вопрос о привлечении Гарсиа Месы к уголовной ответственности. Гарсиа Меса был вынужден эмигрировать, заочно осуждён на 30 лет заключения за геноцид и коррупцию, в 1995 году экстрадирован в Боливию и отправлен отбывать срок. Луис Арсе Гомес осуждён за наркоторговлю и отбывает 15-летнее заключение в США.
Уже в августе 1982 г. была предпринята попытка похищения Делле Кьяйе, после чего он покинул Боливию. В октябре в Санта-Крусе был убит Пьерлуиджи Пальяни. В 1983 г. боливийские власти арестовали Барбье и экстрадировали во Францию.

## Современные проявления
В современной Боливии период гарсиамесизма официально рассматривается как сугубо негативная страница национальной истории. Однако даже в политике левосоциалистического президента Эво Моралеса просматриваются некоторые сходные черты с правлением Гарсиа Месы — в частности, легализация выращивания и потребления коки. Действия правой оппозиции, особенно ультраправых гражданских комитетов напоминают идеологические установки Гарсиа Месы и Делле Кьяйе, террористические методы Арсе Гомеса и Фернандо Мунгиа.
В целом гарсиамесизм может быть квалифицирован как особая разновидность ультраправой идеологии и политики. В определённой степени боливийская версия неофашизма повторила итальянскую — в части взаимодействия с мафией и структурирования «разбойно-революционных гнёзд». Именно в Боливии начала 1980-х гг. в наибольшей степени претворились в жизнь идеологические установки современного правого радикализма.
Элементы гарсиамесистских идей и методов заметны в политической практике ультраправых антикоммунистов ряда стран — латиноамериканских «эскадронов смерти», турецких «Серых волков», российского «Блок ФАКТ», колумбийских Объединённых сил самообороны, французской Националистической революционной молодёжи и т. д.